# Collège de la Sainte Famille
El Collège de la Sainte Famille (en árabe: مدرسة العائلة المقدسة) es una escuela privada francesa jesuita masculina en los distritos de Faggala (sección preparatoria y secundaria), Daher (sección principal), y Heliópolis (sección primaria) todos en el El Cairo (Egipto).
Fue fundada en 1879, después de una solicitud del papa León XIII para un seminario que ayudara a preparar a los estudiantes a convertirse en sacerdotes en la Iglesia Católica. La institución comenzó con 16 alumnos, en 1879, en el Palacio de Boghos Mouski. En 1882 se reinauguró en Faggala. Ofrece diversos niveles de educación en francés, inglés, árabe y español.